# 蕭思話
蕭 思話（しょう しわ、隆安4年（400年）- 孝建2年7月9日（455年8月7日））は、南朝宋の軍人・政治家。本貫は南蘭陵郡蘭陵県。

## 経歴
蕭文寿の弟の蕭源之（字は君流）の子として生まれた。10歳ばかりの頃、読書を知らず、家屋で馬に乗ったり、細腰鼓を打ったり、近隣を騒がせる遊びに興じた。その後自ら態度を改め、数年のうちに書と記録を好み、琴の演奏をよくし、騎射を得意とするようになって、名声を博すようになった。義熙13年（417年）、琅邪王司馬徳文の下で大司馬行参軍となった。後に劉裕の下で相国参軍となった。
永初元年（420年）、父が死去すると、辞職して喪に服した。喪が明けると、羽林監に任じられ、領石頭戍事をつとめ、封陽県侯の爵位を嗣いだ。宣威将軍・彭城沛二郡太守に転じた。元嘉元年（424年）、謝晦が荊州刺史となると、思話はその下で司馬になるよう求められたが、拒否した。後に中書侍郎に転じた。元嘉3年（426年）12月、都督青州徐州之東莞諸軍事・振武将軍・青州刺史に任じられた。司馬朗之・司馬元之・司馬可之の兄弟が東莞郡発干県で反乱を計画すると、思話は北海郡太守の蕭汪之を派遣して兄弟を斬らせ、その一党を壊滅させた。
元嘉8年（431年）、竟陵王劉義宣の下で左軍司馬となり、南沛郡太守に任じられた。就任しないうちに北魏が南進し、檀道済の北伐軍が撤退したため、思話は北魏の侵攻を恐れて青州を放棄し、平昌に逃亡した。思話は先に参軍の劉振之を下邳に駐屯させていたが、思話が逃げ出したと聞いて、城を棄てて逃走した。北魏はそこまで侵攻してこなかったが、東陽郡に集積されていた物資が民衆に焼かれてしまったため、思話は責任を問われて廷尉に下され、獄に繋がれた。
元嘉10年（433年）4月、思話は都督梁南秦二州諸軍事・横野将軍・梁南秦二州刺史に起用された。仇池の楊難当が漢中に侵攻したため、前梁州刺史の甄法護が漢中の南城を放棄して洋川の西城に逃亡した。思話は襄陽に留まり、横野府司馬の蕭承之に500人を与えて前進させ、さらに西戎長史の蕭汪之を派遣して後詰めとさせた。蕭承之は道なりに梁州の兵を糾合して、精兵1000人を得た。元嘉11年（434年）1月、蕭承之は碻磝に進軍した。楊難当は漢中を劫略して焼き、自らは西に帰ると、仇池の輔国将軍・梁秦二州刺史の趙温をとどめて梁州を守らせ、魏興郡太守の薛健を黄金山に拠らせた。蕭承之は陰平郡太守の蕭坦を黄金山に向かわせた。薛健の副将の姜宝が鉄城戍に拠り、鉄城と黄金山の2戍が連係していたが、蕭坦は鉄城戍を攻め落とした。2月、趙温が薛健や仇池の寧朔将軍・馮翊太守の蒲早子を派遣して蕭坦の陣営を攻撃すると、蕭坦はこれを迎撃して破った。蕭坦は負傷し、趙温らは西水に退いた。臨川王劉義慶が龍驤将軍の裴方明に3000人を与えて進軍させ、黄金山を攻め落とした。蕭承之らが黄金に入ると、蒲早子や薛健らは下桃に退却した。先に思話は行参軍の王霊済に偏軍を率いさせて洋川に進出させており、王霊済を南城に向かわせた。仇池の陵江将軍の趙英が険に拠って防備を固めていたが、王霊済は趙英を撃破して、生け捕りにした。南城は空っぽで軍資がなかったため、王霊済は軍を返して蕭承之と合流した。3月、蕭承之は軍を率いて峨公山に進軍した。楊難当はその子の楊和に趙温・蒲早子や左衛将軍の呂平・寧朔将軍の司馬飛龍ら1万人あまりの軍勢を率いさせて、蕭承之を攻め立てた。仇池兵はみな犀甲を着て、刀や矢で傷を負わせることができなかったため、承之は自軍に命じて槊の長さを数尺に切り詰めさせ、大斧や槌をその後ろにつけさせた。楊和は蕭承之に敗れて、柴を焼いて敗走し、大桃に退却した。閏月、蕭承之と裴方明が仇池の龍驤将軍楊平興と殿中将軍の梁坦を追撃して撃破した。漢中は平定され、失地はすべて回復された。葭萌水に駐屯地が置かれた。
元嘉14年（437年）、思話は使持節・南蛮校尉に転じ、臨川王劉義慶の下で平西長史をつとめた。元嘉16年（439年）、衡陽王劉義季が劉義慶に代わって荊州刺史となると、思話はまたその下で安西長史をつとめた。元嘉19年（442年）、侍中・前軍将軍として建康に召還されることとなったが、上京の途につかないうちに前職をつとめるよう命が下った。元嘉20年（443年）7月、持節・監雍梁南北秦四州荊州之南陽竟陵順陽襄陽新野隨六郡諸軍事・寧蛮校尉・雍州刺史・襄陽郡太守に転じた。元嘉22年（445年）、侍中に任じられ、太子右率を兼ねた。元嘉24年（447年）、左衛将軍を兼ねた。さらに南徐州大中正を兼ねた。元嘉25年（448年）4月、監雍梁南北秦四州荊州之竟陵隨二郡諸軍事・右将軍・寧蛮校尉・雍州刺史に任じられた。
元嘉26年（449年）、建康に召還されて吏部尚書となった。元嘉27年（450年）3月、護軍将軍の号を受けた。この年の春、北魏の太武帝が懸瓠に侵攻してくると、南朝宋の文帝は大軍による北伐を決定した。南朝宋の朝廷のうちで思話はひとり反対論を唱えたが、聞き入れられなかった。思話は3000の兵を率いて彭城に駐屯した。元嘉28年（451年）3月、持節・監徐兗青冀四州豫州之梁郡諸軍事・撫軍将軍・兗徐二州刺史に任じられた。
元嘉29年（452年）、冀州刺史の張永や済南平原二郡太守の申坦とともに碻磝を包囲したが、攻め落とせず撤退した。徐州刺史の任を解かれて、冀州刺史に任じられ、歴城での駐屯を命じられた。まもなく江夏王劉義恭の奏上により、免官された。
元嘉30年（453年）2月、劉劭が文帝を殺害して帝を称すると、思話は使持節・監徐青兗冀四州豫州之梁郡諸軍事・徐兗二州刺史に任じられた。思話は部下を率いて彭城に入り、武陵王劉駿支持を明らかにした。輔国将軍の申坦と龍驤将軍の梁坦に5000の兵を与えて劉劭打倒のために進軍させた。4月、劉駿が新亭に入ると、申坦らは京口を攻め落とした。
劉駿（孝武帝）が即位すると、思話は散騎常侍・尚書左僕射に任じられたが、固辞して受けなかった。5月、中書令・丹陽尹となった。孝建元年（454年）1月、使持節・都督徐兗青冀幽五州豫州之梁郡諸軍事・安北将軍・徐州刺史に任じられた。赴任しないうちに、2月に江州刺史の臧質が反乱を起こしたため、3月に思話は使持節・都督江州豫州之西陽晋熙新蔡三郡諸軍事・江州刺史に任じられた。9月、荊州・江州・豫州の一部を割いて郢州が置かれると、思話は都督郢湘二州諸軍事・鎮西将軍・郢州刺史に任じられ、夏口に駐屯した。
孝建2年7月戊戌（455年8月7日）、死去した。征西将軍・開府儀同三司の位を追贈された。諡は穆侯といった。

## 子女
- 蕭恵開（長男、後嗣）
- 蕭恵明（次男、黄門郎、御史中丞、司徒左長史、呉興郡太守）
- 蕭恵基（四男）
- 蕭恵休
- 蕭恵朗（南朝斉の西陽王征虜長史、行南兗州事）
- 蕭恵蒨（南朝斉に仕えて、左戸尚書）
- 女（桂陽王劉休範の妃）

## 伝記資料
- 『宋書』巻78 列伝第38
- 『南史』巻18 列伝第8